# NGC 5786
NGC 5786 је спирална галаксија у сазвежђу Кентаур која се налази на NGC листи објеката дубоког неба.
Деклинација објекта је - 42° 0' 52" а ректасцензија 14h 58m 56,4s. Привидна величина (магнитуда) објекта NGC 5786 износи 11,2 а фотографска магнитуда 12,0. Налази се на удаљености од 26,3000 милиона парсека од Сунца. NGC 5786 је још познат и под ознакама ESO 327-37, MCG -7-31-4, IRAS 14556-4148, Kappa Cen (3.1) 5' s, PGC 53527.